# Аурель Дермек
Аурель Дермек (словац. Aurel Dermek; 1929-1989) — словацький міколог.. Школу закінчив у місті Малацки на заході Словаччини. Вищу освіту здобув у Братіславі. Збирав мікологічні колекції, написав кілька книг про гриби Словаччини.

## Праці
- Наші гриби // Naše huby (1967)
- Їстівні гриби // Hríbovité huby (1974)
- Впізнаймо гриби // Poznávajme huby (1974)
- Атлас наших грибів // Atlas našich húb (1977)
- Малий атлас грибів // Malý atlas húb (1980)